# Adalgiza
Adalgiza – żeńskie imię pochodzenia germańskiego. Oznacza "szlachetną obietnicę". 
W różnych językach występuje w formach: Adalgisa, Adalgise, Adaljiza, Adelgise i Adelvice.

## Osoby noszące to imię
- Adalgisa (Adaljiza) Magno Guterres (ur. 1975) – polityk ze Wschodniego Timoru
- Adalgisa Nery (1905-1980) – brazylijska poetka, dziennikarka, polityk

### Postacie fikcyjne
- Adalgisa – bohaterka brazylijskiego filmu Ismael i Adalgiza (port. Ismael e Adalgisa)
- Adalgiza – kapłanka w operze Norma